# Josef Geyr von Schweppenburg
Cornelius Josef Ägidius Johann Lambert Reichsfreiherr Geyr von Schweppenburg (* 15. Juli 1754 in Aachen; † 25. September 1832 in Köln) war ein deutscher Rittergutsbesitzer und Politiker aus dem Adelsgeschlecht Geyr von Schweppenburg.

## Leben
Geyr von Schweppenburg war der Sohn des kurkölnischen Generaleinnehmers Ferdinand Josef Balthasar Reichsfreiherr (seit dem 21. Februar 1743) Geyr von Schweppenburg (* [1709]; † 6. Februar 1784 in Andrimont (?)) und dessen Ehefrau Alida Agnes Freiin von Fays d'Andrimont (* [1711]; † 17. April 1787 in Andrimont). Er war katholisch und heiratete am 21. Oktober 1788 in Köln Adelgunde von Beywegh aus dem Hause Kriegshofen (getauft 15. Oktober 1763 in Köln; † 4. Oktober 1789 auf Burg Müddersheim im Wochenbett). Nach dem Tod der ersten Ehefrau heiratete er am 16. November 1790 in zweiter Ehe Maria Anna Franziska Josefa Walburga von Becker aus dem Hause Benesis (getauft 4. August 1763 in Köln; † 16. Dezember 1820 ebenda). Aus den Ehen gingen folgende Kinder hervor:
1. Ehe
- Maria Walburga Freiin Geyr von Schweppenburg (* 24. September 1789; † 5. Juli 1872 in Aachen) war vermählt mit dem Oberbürgermeister von Köln, Karl Josef von Mylius.

2. Ehe
- Everhard (Eberhard) Anton Heinrich Josef Caspar Melchior Balthasar Reichsfreiherr Geyr von Schweppenburg (* 6. Januar 1793 in Köln; † 13. März 1873 in Unkel)
- Maximilian Joseph Geyr von Schweppenburg (* 24. Februar 1799)
- Friedrich Wilhelm Reichsfreiherr Geyr von Schweppenburg (* 21. Juni 1802 in Köln; † 12. Mai 1859 in Soest)
- M. Agnes Freiin Geyr von Schweppenburg (* 2. Februar 1804)

Geyr von Schweppenburg war 1775 Kanonikus in Lüttich, resignierte aber später. Er wurde Statthalter in Aldenhoven und kurkölnischer Generaleinnehmer sowie kurkölnischer Geheimer Rat. Er war Rittergutsbesitzer auf Gut Röttgen. Um 1810 war er Mitglied im Collège eléctorale du Département de la Roer. Am 15. Mai 1815 war er Deputierter der Stadt Köln bei der Huldigung von König Friedrich Wilhelm III. in Aachen. Von 1826 bis 1830 war er stellvertretendes Mitglied im Provinziallandtag der Rheinprovinz im Stand der Ritterschaft und für die Regierungsbezirke Aachen/Düsseldorf. 